# Slow Motion (Supertramp)
Slow Motion è il tredicesimo e ultimo album registrato in studio dei Supertramp.

## Tracce
Tutte le canzoni sono state scritte da Rick Davies, eccetto dove indicato.
1. Slow Motion – 3:50
2. Little By Little – 4:30
3. Broken Hearted – 4:28
4. Over You – 5:06
5. Tenth Avenue Breakdown – 8:57
6. A Sting in the Tail – 5:17
7. Bee in Your Bonnet – 6:27
8. Goldrush – 3:06 (Rick Davies, Richard Palmer-James)
9. Dead Man's Blues – 8:26

## Formazione
- Rick Davies - armonica a bocca, tastiera, voce
- Mark Hart - chitarra, tastiera, coro
- John Helliwell - sassofono, legni
- Cliff Hugo - basso
- Bob Siebenberg - batteria
- Jesse Siebenberg - percussioni, coro
- Lee Thornburg - tromba
- Carl Verheyen - chitarra